# カブダチアッケシソウ
カブダチアッケシソウ（株立ち厚岸草、学名: Salicornia pacifica）はアカザ科アッケシソウ属の多年性草本。北アメリカ原産で、日本では外来種（帰化植物）として一部地域で定着している。

## 分布
北アメリカを原産地とする。
日本では1980年に東京都江東区の東京湾で渡辺暸が発見し、浅井康宏が和名を付けて発表した。

## 特徴
海岸に生育する。無毛の多年草。根茎は横に這って木質化する。
根元から茎を伸ばしてマット状の株となる様子が和名の由来となっている。花期は7月で、在来種のアッケシソウとは異なり、茎は鮮やかな赤色にはならず、茶褐色になるだけである。